# 신재은 (방송인)
신재은(1978년 8월 15일 ~ )은 대한민국의 방송인과 대학 교수다.

## 이력
2001년 SBS TV 프로그램 《행복찾기》의 비고정 리포터로 첫 입문하였으며, 2005년 현대홈쇼핑에서 쇼핑 호스트로 활동하기도 하였으며, 2006년 롯데홈쇼핑 쇼핑 호스트로 이적하였으며, 1년 후 2007년 롯데홈쇼핑에서 퇴사하였으며, 그 해 조영구와 결혼하면서 아들 조정우을 얻었다.

## 학력
- 연세대학교 영어영문학과·서양사학과 학사

## 주요 이력
- 서울종합예술학교 쇼호스트학과 교수

## 수상 경력
- 2010년 대한민국 문화연예대상 TV진행자상
- 2011년 제5회 케이블TV 방송대상 스타상

## 출연작

### 방송
- 《결혼은 미친 짓이다 2》(E!TV)
- 《육아 매거진》 (육아방송)
- 《닥터 투 걸스》 (생활건강 TV)
- 《오감만족 웰빙세상》 (ITV)
- 《토요일엔 떠나볼까》 (MBC)
- 《출발! 모닝와이드》 (SBS)
- 《TV 동물농장》 (SBS)
- 《둥지탈출》 (tvN)

## 경력
- 2005년 현대홈쇼핑 쇼호스트
- 2006년 롯데홈쇼핑 쇼호스트

## 수상
- 2011년 제5회 케이블TV 방송대상 스타상
- 2010년 대한민국 문화연예대상 TV진행자상